# Опанасенко, Евгений Андреевич
Евгений Андреевич Опанасенко (укр. Євген Андрійович Опанасенко; род. 9 июня 2003, Киев) — украинский футболист, защитник клуба «Саарбрюккен II».

## Карьера

### «Валмиера»
Воспитанник футбольной академии клуба «Диназ». В 2018 году перешёл в структуру киевского «Динамо». В марте 2023 года футболист на правах свободного агента перешёл в латвийскую «Валмиеру». Футболист сразу же отправился выступать за вторую команду клуба, за которую дебютировал 7 апреля 2023 года в матче против клуба «Тукумс 2000-2». В следующем матче 15 апреля 2023 года против рижского «Динамо» отличился дебютным забитым голом. Дебютировал за основную команду клуба 24 сентября 2023 года в матче против клуба «Ауда», выйдя на замену на 74 минуте. На протяжении всего сезона футболист преимущественно был игроком второй команды клуба. Закончил сезон футболист вместе с основной командой на четвёртом итоговом месте в чемпионате, проведя всего лишь 3 матча, результативными действиями не отличившись.

### «Шпортфройнде» Кёллербах
В декабре 2023 года футболист проходил просмотр в немецком клубе «Саарбрюккен». В январе 2024 года футболист на правах свободного агента перешёл в немецкий клуб «Шпортфройнде». Дебютировал за клуб футболист 25 февраля 2024 года в матче против клуба «Райсбах», выйдя на поле в стартовом составе. Дебютным забитым голом за клуб футболист отличился 11 мая 2024 года в матче против клуба «Блисменген-Больхен». По итогу сезона футболист вместе с клубом завершил чемпионат на итоговом десятом месте. На протяжении сезона футболист выступал за клуб в роли одного из основных игроков, отличившись 2 забитыми голами. По окончании сезона футболист покинул немецкий клуб. В июле 2024 года футболист присоединился к молодёжной команде немецкого клуба «Саарбрюккен».